# 內瓦多·德·烏伊拉火山
內瓦多·德·烏伊拉火山 （Nevado del Huila）位於哥倫比亞西南部乌伊拉省，海拔5,365公尺，是一座層狀火山，也是該國最高的火山。
在沉睡多年後，先後在2007年和2008年噴發。